# Krumme Lanke (stacja metra)
Krumme Lanke – stacja końcowa metra w Berlinie, w dzielnicy Zehlendorf, w okręgu administracyjnym Steglitz-Zehlendorf na linii U3. Stacja została otwarta w 1929.